# Вигдорова, Фрида Абрамовна
Фри́да Абра́мовна Ви́гдорова (3 [16] марта 1915, Орша, Могилёвская губерния — 7 августа 1965, Москва) — русская советская писательница, журналистка и правозащитница. Жена писателя-сатирика Александра Раскина.

## Биография
Родилась в семье преподавателя Абрама Григорьевича и Софьи Борисовны Вигдоровых. Окончила литературный факультет педагогического училища (1937), преподавала русскую литературу в школе, затем переключилась на журналистскую работу. Сотрудничала с газетами «Правда», «Комсомольская правда», «Литературная газета». В 1940-е годы публиковала в основном статьи о проблемах школы и воспитания детей (часть статей — в соавторстве с Норой Галь). В 1948 году была уволена из «Комсомольской правды» во время кампании по борьбе с космополитизмом в СССР. В 1949 году вышла её первая книга — повесть «Мой класс».
С середины 1950-х годов в большей степени работала на основе писем в редакцию, занимаясь помощью людям, попавшим в трудные обстоятельства. Вигдорова стояла у истоков этой особой журналистской специальности в позднесоветской газетной печати, её продолжателями были Евгений Богат, Ольга Чайковская и другие; статьи этого рода составили две книги Вигдоровой: «Дорогая редакция» (1963) и изданную посмертно «Кем вы ему приходитесь?» (1969). «Забывая о своём покое, отрываясь от любимой работы, от своих книг, она шла по первому зову, ехала в любую даль, одолевала враждебность и казёнщину и никогда не складывала оружия, пока не удастся восстановить справедливость, выпрямить поломанную судьбу, поддержать, спасти», — писала в рецензии на вторую из этих книг критик Эдварда Кузьмина.
Журналистские занятия человеческими судьбами привели Вигдорову к общественной активности в её естественной для рубежа 1950—1960-х годов форме: она была депутатом районного совета народных депутатов.
Особой страницей в биографии Вигдоровой как общественного деятеля стало её участие в судебном деле Иосифа Бродского, к которому она привлекла внимание многих известных деятелей культуры. В феврале 1964 года Вигдорова присутствовала на суде над Бродским и сделала запись судебных слушаний, которая получила широкое распространение в самиздате: собственно, с этой записи, получившей название «Судилище», наряду с некоторыми ранними произведениями Александра Солженицына, и начинается история общественно-политического самиздата в России. Запись также была многократно опубликована в разных странах и вызвала широкое движение западных интеллектуалов левой ориентации в защиту Бродского; благодаря вмешательству Жана-Поля Сартра в сентябре 1965 года Бродский был освобождён из ссылки. К этому моменту Вигдоровой уже месяц как не было в живых; до последних дней (она умирала от рака поджелудочной железы) она постоянно интересовалась ходом дела Бродского и его судьбой.
Фрида Вигдорова оказывала разнообразную помощь и поддержку и другим писателям: так, при её активном участии была осуществлена публикация первых произведений И. Грековой и русского перевода сказки Сент-Экзюпери «Маленький принц». С. Богатырёва писала про Вигдорову, что «ей не нужно было, чтобы её просили. Она кидалась на помощь».
Фрида Абрамовна похоронена на Введенском кладбище, напротив издателя-просветителя И. Д. Сытина (14-й уч.).
А. Гинзбург посвятил Вигдоровой свою «Белую книгу» о процессе Синявского-Даниэля. Памяти Вигдоровой посвящена песня Александра Галича «Уходят друзья», вспоминавшего, что после нескольких его первых песен именно Вигдорова сказала ему, что они должны стать основным делом его жизни.

## Семья
- Первый муж — Александр  Иосифович Кулаковский (1912—1942), погиб на фронте.
  - Дочь — Галина (1937—1974), учительница физики, трагически погибла.
- Второй муж — Александр Борисович Раскин, писатель-сатирик.
  - Дочь — Александра (род. 1942), филолог, живёт в США, её муж — Александр Дмитриевич Вентцель, математик, профессор университета Тулейн в Луизиане, сын писательницы И.Грековой.

Есть внуки и правнуки.

## Творчество
Собственная литературная работа Вигдоровой началась с ряда публицистических публикаций — в частности, с выполненной ею литературной записи воспоминаний Л. К. Космодемьянской, матери Зои и Александра Космодемьянских. В 1948 году совместно с Т. А. Печерниковой написала повесть «Двенадцать отважных» — о работе пионеров во время немецкой оккупации.
Далее последовали повесть о молодой учительнице «Мой класс» (1949) и трилогия «Дорога в жизнь», «Черниговка» и «Это мой дом» (1961), посвящённые проблемам педагогики и становления личности подростка (романы написаны от лица С. А. Калабалина — у Вигдоровой (как и у Макаренко) Карабанов — воспитанника А. С. Макаренко, также посвятившего себя работе в детских домах, и его жены Галины Константиновны, в «Педагогической поэме» Макаренко названной Черниговкой). Как отмечала Э. Кузьмина, «…каждая книга трилогии — этап, ступень в становлении Педагога. И в создании из пёстрого сборища разрозненных ребят, трудных подростков, беспризорников единой общности — коллектива, Дома».
В 1971 году повесть «Это мой дом» была экранизирована. Фильм под названием «Вчера, сегодня и всегда» снял кинорежиссёр Яков Базелян.
Последние работы Вигдоровой — дилогия «Любимая улица» и «Семейное счастье» (1965), в центре которых — психологический портрет молодой женщины, жены, матери.

## Оценки и отзывы
Фрида — большое сердце, самая лучшая женщина, какую я знал за последние 30 лет.
Корней Чуковский (К. Чуковский. Дневник (1930—1969). — М., 1994. — С. 376)
Все, кто хоть немного знал Фриду Абрамовну Вигдорову <…> — тот всегда и навеки ей благодарен за то, что она жила на земле, в СССР, в Москве — среди нас.
Мария Юдина (М. Юдина. Лучи божественной любви. — М.—СПб., 1999. — С.203)
Все помнят, как доблестно она себя вела на процессе Бродского весной 1964 года. Когда какой-то доброхот обратил внимание суда на то, что она записывает весь ход заседания, и судья сказала: «Отнять у неё записи», — Фрида выпрямилась во весь свой 150-сантиметровый рост и тихо ответила: «Попробуйте». А сразу после заседания она пришла в наш дом и — стояла и плакала на лестнице, не в силах подняться на наш этаж и позвонить.
Нина Дьяконова (Н. Дьяконова. Фриде. // «Звезда», 2005, № 3)
Фрида была сродни не только диккенсовским героиням, но и самому Диккенсу: в жизни она творила то, что Диккенс придумывал в своих повестях, — превращала чужую беду в сказку с хорошим концом.
Лидия Чуковская (Л. Чуковская. Сочинения в 2-х тт. Том I. Повести, воспоминания. — М., 2000)
Пусть её светлый образ навсегда останется с нами как помощь, утешение и пример высокого душевного благородства.
Анна Ахматова (Записные книжки Анны Ахматовой (1958—1966). — М. — Torino, 1996. — С. 654.)
Памяти Фриды Вигдоровой посвящена песня Александра Галича «Уходят друзья».

### Книги
- Двенадцать отважных. М., Молодая гвардия, 1948 (в соавторстве с Т. Печерниковой)
- Мой класс, М.-Л., Детгиз, 1949
- Мой класс, М.-Л., Детгиз, 1950
- Мой класс, М.-Л., Детгиз, 1951
- Мой класс, Вологда., 1951—292 с., 15 000 экз.
- Мой класс. Новосибирск, 1951—270 с., 45 000 экз.
- Мой класс. Симферополь, 1951—256 с., 15 000 экз.
- Записки учительницы. М., Правда, 1949
- Дорога в жизнь Архивная копия от 11 апреля 2019 на Wayback Machine, М., Детгиз, 1954—456 с., 30 000 экз.
- Дорога в жизнь, М., Детгиз, 1955—180 с., 150 000 экз.
- Дорога в жизнь. Это мой дом. Архивная копия от 3 апреля 2019 на Wayback Machine, М., Советский писатель, 1957
- Черниговка Архивная копия от 17 июня 2018 на Wayback Machine, М., Советский писатель, 1959
- Дорога в жизнь. Это мой дом. Черниговка. М., Советский писатель, 1961
- Что такое мужество. М., 1961
- Семейное счастье, М., Советский писатель,1962 — 284 с., 30 000 экз.
- Дорогая редакция. Очерки, М., Московский рабочий, 1963—136 с., 100 000 экз.
- Двенадцать отважных. М., Молодая гвардия, 1963 (в соавторстве с Т. Печерниковой)
- Любимая улица, М., Советский писатель,1964 — 320 с., 30 000 экз.
- Семейное счастье. Любимая улица. М., Советский писатель, 1965
- Минуты тишины. М, 1965 — 54 с., 50 000 экз.
- Минуты тишины. М, 1967

### Статьи в газетах
Составили сотрудницы Отдела газет РГБ (бывшей «Ленинки») Л. Д. Петрова и Е. А. Чибисова, а также историк науки Ю. В. Чайковский
«Правда»
- В стороне от школы // 1938, 5 октября (о журнале «Литература в школе»)
- На уроке истории // 1938, 14 ноября (даже в Москве нет учебников и пособий)
- Институт с изъяном // 1938, 26 ноября (о дефектологическом пединституте)
- Псевдоморалисты и настоящие педагоги // 1939, 17 октября (совм. с А. Шаровым)
- Равнодушные педагоги // 1939, 12 декабря

«Литературная газета»
- Равнодушие // 1948, 19 июля (резкая критика Академии пед. наук)
- Персональное дело // 1952, 2 февраля
- «Не те слёзы…» // 1954.- 10 апреля (№ 43).- С.3
- В единой школьной семье // 1954.- 21 октября (№ 126).- С.1
- Высокий пост // 1955.- 27 января (№ 12).- С.2
- Преступление и выводы из него // 1955.- 21 июня (№ 73).- С.2
- Костёр без пламени // 1957.- 7 марта (№ 29).- С.1-2
- Воспитание больших и маленьких // 1957.- 16 апреля (№ 46).- С.3
- Четыре фильма // 1959.- 1 сентября (№ 108).- С.3
- Для людей // 1959.- 3 ноября (№ 135).- С.2
- Авторитет // 1961.- 2 марта (№ 27).- С.2
- Ноль три // 1961.- 23 мая (№ 61).- С.3
- Теорему можно считать доказанной // 1961.- 21 ноября (№ 138).- С.2
- Право помочь // 1962.- 21 июня (№ 73).- С.2
- Пресная вода резонёрства // 1962.- 30 июня (№ 77).- С.2
- О понятиях совсем не старомодных // 1963.- 22 января (№ 10).- С.2
- Не для архива // 1963.- 16 марта (№ 33).- С.2

«Известия»
- Плохой студент? // 1961.- 28 июня (№ 152).- С.4 (о самоубийстве студента Физфака МГУ)[12]
- Арифметика и педагогика // 1961.- 16 августа (№ 195).- С.3
- «По следам…» // 1962.- 28 апреля (№ 101).- С.4
- Лживое слово // 1963.- 7 февраля (№ 33).- С.6
- Дружба под судом // 1963.- 4 апреля (№ 81).- С.4
- …Извлекает искры // 1964.- 8 января (№ 7).- С.4